# 桑克任氏鱂
桑克任氏鱂為輻鰭魚綱鯉齒目四眼魚科的其中一種，分布於南美洲巴西南部的淡水流域，體長可達3.7公分。

## 擴展閱讀
維基物種上的相關：桑克任氏鱂